# Maur von Krakau
Maur von Krakau († 1118 in Krakau) war ab 1110 Bischof von Krakau. 

## Leben
Maur war wahrscheinlich französischer Herkunft und kam um 1105 nach Polen. Möglicherweise war er Benediktiner. Sein Name lässt darauf schließen, dass er dunkelhäutig war. 1110 wurde er zum Krakauer Bischof gewählt. Er gilt als sehr aktiver Bischof, der sich um die Krakauer Diözese verdient gemacht hat. Er ließ ein Inventar der Kathedralbibliothek anfertigen, das über 50 liturgische Bücher enthielt. Er gründete zahlreiche Gemeinden. 1115 weihte er die Unterkirche der Wawel-Kathedrale ein, sowie die Leonhardskrypta, in der er 1118 beigesetzt wurde. Sein Grab wurde erst 1938 wiederentdeckt und geöffnet.